# Seznam dílů seriálu Loď lásky
Toto je seznam dílů seriálu Loď lásky. Americký komediálně-dramatický seriál Loď lásky byl premiérově vysílán v letech 1998–1999 na stanici UPN, celkem vzniklo ve dvou řadách 25 dílů.

## Přehled řad
| Řada | Díly | Premiéra v USA | Premiéra v USA  | Premiéra v ČR      | Premiéra v ČR      |
| Řada | Díly | První díl      | Poslední díl    | První díl          | Poslední díl       |
| ---- | ---- | -------------- | --------------- | ------------------ | ------------------ |
| 1    | 6    | 13. dubna 1998 | 18. května 1998 | 30. září 1999      | 11. listopadu 1999 |
| 2    | 19   | 9. října 1998  | 21. května 1999 | 18. listopadu 1999 | 30. března 2000    |

## Seznam dílů
V Česku byl seriál premiérově uveden s díly seřazenými dle produkčního pořadí.

### První řada (1998)
| Č. v seriálu | Č. v řadě | Původní název                    | Český název | Režie          | Scénář                        | Premiéra v USA  | Premiéra v ČR      |
| ------------ | --------- | -------------------------------- | ----------- | -------------- | ----------------------------- | --------------- | ------------------ |
| 1            | 1         | Smooth Sailing                   |             | Dennis Dugan   | Kay Camden a Elizabeth Orange | 13. dubna 1998  | 30. září 1999      |
| 2            | 2         | Remember?                        |             | Tony Mordente  | Kay Camden                    | 20. dubna 1998  | 7. října 1999      |
| 3            | 3         | I Can't Get No Satisfaction      |             | David Semel    | Michael Norrell               | 27. dubna 1998  | 21. října 1999     |
| 4            | 4         | How Long Has This Been Going On? |             | Anson Williams | Grace McKeaney                | 4. května 1998  | 4. listopadu 1999  |
| 5            | 5         | True Course                      |             | Sandy Smolan   | Elizabeth Orange              | 11. května 1998 | 14. října 1999     |
| 6            | 6         | Getting to Know You              |             | Mel Damski     | Van Nieze                     | 18. května 1998 | 11. listopadu 1999 |

### Druhá řada (1998–1999)
| Č. v seriálu | Č. v řadě | Původní název                                 | Český název | Režie          | Scénář                                      | Premiéra v USA     | Premiéra v ČR      |
| ------------ | --------- | --------------------------------------------- | ----------- | -------------- | ------------------------------------------- | ------------------ | ------------------ |
| 7            | 1         | All Aboard                                    |             | Bruce Bilson   | David Landsberg                             | 9. října 1998      | 18. listopadu 1999 |
| 8            | 2         | It Takes Two to Tango                         |             | Peter Baldwin  | Nicole Avril                                | 16. října 1998     | 2. prosince 1999   |
| 9            | 3         | Captains Courageous                           |             | Tony Mordente  | Neal Howard a Ira Fritz                     | 23. října 1998     | 9. prosince 1999   |
| 10           | 4         | Reunion                                       | Réunion     | Anson Williams | Ian Praiser                                 | 30. října 1998     | 25. listopadu 1999 |
| 11           | 5         | All That Glitters                             |             | Craig Zisk     | Kimberley Wells                             | 6. listopadu 1998  | 30. prosince 1999  |
| 12           | 6         | The Bermuda Triangle                          |             | Peter Baldwin  | Robert Moloney                              | 13. listopadu 1998 | 16. prosince 1999  |
| 13           | 7         | Affairs to Remember                           |             | Joanna Kerns   | Robert Moloney                              | 20. listopadu 1998 | 6. ledna 2000      |
| 14           | 8         | Dust, Lust, Destiny                           |             | Joel Zwick     | Mike Lyons a Kimberley Wells                | 18. prosince 1998  | 20. ledna 2000     |
| 15           | 9         | Don't Judge a Book by Its Lover               |             | Neal Israel    | Nicole Avril                                | 1. ledna 1999      | 13. ledna 2000     |
| 16           | 10        | Blind Love                                    |             | Ted Lange      | Ian Praiser                                 | 22. ledna 1999     | 27. ledna 2000     |
| 17           | 11        | Other People's Business                       |             | Kim Friedman   | Mike Chessler a Chris Alberghini            | 5. února 1999      | 3. února 2000      |
| 18           | 12        | Love Floats: The St. Valentine's Day Massacre |             | Tony Mordente  | Nicole Avril                                | 12. února 1999     | 9. března 2000     |
| 19           | 13        | Three Stages of Love                          |             | Joel Zwick     | Lawrence H. Levy                            | 19. února 1999     | 24. února 2000     |
| 20           | 14        | Divorce, Downbeat and Distemper               |             | Ted Lange      | Charleen Easton                             | 26. února 1999     | 2. března 2000     |
| 21           | 15        | Such Sweet Dreams                             |             | Ted Lange      | Charleen Easton                             | 19. března 1999    | 17. února 2000     |
| 22           | 16        | Trances of a Lifetime                         |             | Tony Mordente  | David Landsberg                             | 30. dubna 1999     | 30. března 2000    |
| 23           | 17        | About Face                                    |             | Kim Friedman   | Arnold Kane, Michael Baum a Charleen Easton | 7. května 1999     | 16. března 2000    |
| 24           | 18        | Prom Queen                                    |             | Jon Paré       | Neal Howard a Ira Fritz                     | 14. května 1999    | 10. února 2000     |
| 25           | 19        | Cuba                                          |             | Mel Damski     | Robert Moloney                              | 21. května 1999    | 23. března 2000    |